# Chandler, Texas
Chandler är en stad i Henderson County i Texas. Vid 2020 års folkräkning hade Chandler 3 275 invånare.

## Kända personer från Chandler
- Ralph Yarborough, politiker